# فرقة بانزر فيلدرهنرهال 2
فرقة بانزر فيلدرهنرهال 2 فرقة بانزر في الفيرماخت الألماني في أواخر الحرب العالمية الثانية. بقيادة فرانز بيك، تم تشكيلها في مارس 1945 من بقايا الأقسام الأخرى ومتمركزة مع قاعدة منزلية في Wehrkreis XX. تم نقلها إلى سلوفاكيا في عام 1945، حيث خاضت معاركها الوحيدة (سلوفاكيا وأعلى نهر الدانوب). تم حلها في وقت لاحق.

## التاريخ
تم تشكيل الفرقة في مارس 1945 من لواء الاستبدال والتدريب فيلدرهنرهال، الذي أجبر على الخروج من غدانسك في وقت مبكر من ذلك العام.  تم إرسال الفرقة الجديدة للانضمام إلى الجيش الثامن، التي كانت موجودًة في سلوفاكيا في ذلك الوقت.  في أبريل 1945 خاضت الفرقة معاركها الوحيدة في سلوفاكيا وأعلى نهر الدانوب. 
- فوج بانزر Feldherrnhalle 2
- بانزر جرينادير فوج Feldherrnhalle 2
- فوج مدفعية بانزر Feldherrnhalle 2
- كتيبة استطلاع بانزر 13
- كتيبة Panzerjager Feldherrnhalle 2
- كتيبة المهندس الميكانيكي Feldherrnhalle 2
- كتيبة الإشارة الآلية Feldherrnhalle 2
- كتيبة مدفعية الجيش فلاك Feldherrnhalle [2]

- جنرال مايجور فرانز بيك - 9 مارس 1945 - 8 مايو 1945

- فيلق بانزر فيلدرهنرهال